# Hållö
Hållö ist eine Insel an der schwedischen Westküste in der Provinz Västra Götalands län, in der Nähe von Smögen und Kungshamn. Hållö gehört mit zur Kirchengemeinde Smögen und zur Gemeinde Sotenäs.
Auf der Insel befindet sich der Leuchtturm von Hållö, welcher zu den ältesten im Bohuslän gehört. Die Insel ist mit der Fähre sowohl von Smögen (Landungssteg in Smögen) als auch von Kungshamn (Bäckevikstorget) zu erreichen.

## Geografie
Auf Hållö gibt es viele Badestellen. Die bekannteste ist ein Marmorbecken, das in einer kleinen Bucht auf der Westseite der Insel liegt. Das Besondere an diesem Becken ist das türkisblaue und klare Wasser.
Südlich davon liegt ein Platz namens Kålhälla. Dort züchteten die früheren Leuchtturm-Wärter auf dem kargen Boden, so gut es eben ging, Kulturpflanzen.
In der Nähe befindet sich Slättehälla, eine große, sehr ebene Fläche, die während der letzten Eiszeit entstanden ist. Letztere schliff die Felsen so eben. Südlich von Slättehälla gibt es zwei höhlenartige tiefe Löcher, von denen eines eine Tiefe von vier Metern hat. Diese Löcher entstanden durch Ausspülungen in früheren Zeiten.
Auf einem flachen Felsen in der Nähe des Hafens von Hållö wurden zwei Serien von alten Felsgravuren gefunden. Diese zeigen unter anderem ein Sonnenrad. Es wird geschätzt, dass diese Gravuren ein Alter von etwa 500 Jahren haben.

## Tourismus
In der alten Funkmessstation (errichtet 1922) südlich vom Leuchtturm (errichtet 1842, bemannt bis 1969), befindet sich heute die Herberge Utpost Hållö. Übernachtungsmöglichkeiten gibt es dort aber nur in der Zeit vom 1. April bis 31. November. Die Herberge wird, vor allem im Sommer, von Touristen genutzt, von denen jedes Jahr mehrere Tausend die Insel besuchen. Diese genießen insbesondere die Ruhe und die gute Aussicht auf das Meer ringsum.
Die Anreise ist auf zwei Wegen möglich. Die Hållöfärjan verkehrt vom Juni bis September von Smögen aus. In der Vor- und Nachsaison (Mai, Ende September) verkehrt die Fähre nur an Samstagen. Während der Sommerzeit fährt diese Fähre im Halbstunden-Takt. Letzte Abfahrt ist um 16.45. Ablegestelle ist der Bootssteg von Smögen.
Siehe hierzu auch:

## Was sonst noch passierte
Am 22. Oktober 1943 wurde eine Douglas DC-3-268 der schwedischen AB Aerotransport (Luftfahrzeugkennzeichen SE-BAG) von einer Junkers Ju-88 der deutschen Luftwaffe beschossen. Die Piloten versuchten, eine Notwasserung bei der Insel Hållö durchzuführen. Das Flugzeug schlug jedoch in Klippen der Insel ein und wurde zerstört. Die Maschine war auf dem Flug von Aberdeen (Schottland) zum Flughafen Stockholm/Bromma (Schweden). Von den 15 Insassen wurden 13 getötet. Der Flugtechniker und ein Passagier im Heck wurden herausgeschleudert und überlebten.

## Wetter
Auf Hållö befindet sich eine Wetter-Messstation.
Besondere Bedeutung hat diese bei der Vorhersage von Stürmen und Orkanen, die Schweden bedrohen.
Die Insel wird jedes Jahr von schweren Stürmen heimgesucht. Weil die Bewohner jedoch darauf eingerichtet sind und ihre Häuser entsprechend gebaut sind, richten diese meist wenig Schaden an.
Temperaturen in °C
|      | Jan   | Feb   | Mar  | Apr | Mai   | Jun  | Jul  | Aug   | Sep   | Okt  | Nov  | Dez   | JM   |
| ---- | ----- | ----- | ---- | --- | ----- | ---- | ---- | ----- | ----- | ---- | ---- | ----- | ---- |
| 2005 | ---   | ---   | ---  | --- | ---   | ---  | 18,2 | 16,5  | 14,8  | 11,0 | 7,4  | 2,9   | ---  |
| 2006 | −0,6  | −0,6  | −2,0 | 5,2 | 11,6* | 14,5 | 19,5 | 18,5  | 16,6  | 12,8 | 9,1  | 8,3   | 9,4  |
| 2007 | 5,2   | 1,3   | 7,0  | 9,5 | 12,6  | 17,8 | 17,3 | 19,7* | 14,1  | 9,8  | 5,4  | 3,9   | 10,3 |
| 2008 | 3,7   | 4,2   | 2,8  | 7,1 | 12,3  | 15,1 | 18,0 | 17,0* | 13,2* | 10,6 | 6,1  | 2,7   | 9,4  |
| 2009 | 1,4*  | 1,0   | 2,9  | 8,2 | 11,4  | 14,9 | 17,4 | 17,0  | 14,8  | 7,7  | 6,5  | −0,2  | 8,6  |
| 2010 | −5,7* | −4,2  | 1,6* | 6,1 | 10,3  | 14,1 | 17,5 | 16,9  | 13,0  | 8,7  | 1,7  | −5,3* | 6,2  |
| 2011 | 0,1   | −2,0  | 1,9  | 7,8 | 10,9  | 14,7 | 17,9 | 17,0  | 14,4  | 10,7 | 7,4* | 5,2   | 8,8  |
| 2012 | 1,8   | −0,5* | 4,8  | 5,8 | 11,8  | 13,1 | 16,4 | 17,0  | 13,2  | 9,0  | 6,3  | −2,2* | 8,0  |
| 2013 | −1,1  | −1,2  | −0,8 | 4,6 | 12,2  |      |      |       |       |      |      |       |      |

Niederschläge in (mm)
|      | Jan  | Feb  | Mar   | Apr  | Mai   | Jun  | Jul   | Aug   | Sep   | Okt  | Nov   | Dez   | JM   |
| ---- | ---- | ---- | ----- | ---- | ----- | ---- | ----- | ----- | ----- | ---- | ----- | ----- | ---- |
| 2005 | ---  | ---  | ---   | ---  | ---   | ---  | 43,8  | 42,2  | 15,2  | 29,0 | 32,2  | 12,2  | ---  |
| 2006 | 3,4  | 2,0  | 6,2   | 19,8 | 11,8* | 23,6 | 13,6  | 32,2  | 19,0  | 45,2 | 25,6  | 16,7  | 16,8 |
| 2007 | 17,2 | 0,8  | 8,4   | 4,8  | 18,2  | 53,2 | 53,8  | 13,2* | 14,8  | 7,6  | 14,4  | 30,8  | 19,8 |
| 2008 | 38,2 | 14,0 | 14,6  | 18,0 | 5,4   | 10,8 | 15,2  | 36,0* | 26,6* | 34,0 | 34,8  | 9,6   | 21,4 |
| 2009 | 4,2* | 4,0  | 7,2   | 6,4  | 22,2  | 31,8 | 109,2 | 36,9  | 16,0  | 28,6 | 48,2  | 21,2  | 28,0 |
| 2010 | 0,0* | 8,0  | 14,0* | 9,8  | 10,2  | 20,0 | 59,0  | 55,8  | 31,4  | 23,8 | 23,6  | 5,6*  | 21,8 |
| 2011 | 6,4  | 9,8  | 7,4   | 16,2 | 17,6  | 27,4 | 38,6  | 61,2  | 44,6  | 14,4 | 10,8* | 37,0  | 24,3 |
| 2012 | 23,8 | 5,8* | 1,2   | 28,4 | 23,2  | 36,0 | 20,4  | 16,2  | 48,2  | 39,6 | 27,2  | 10,8* | 23,4 |
| 2013 | 7,4  | 2,4  | 0,0   | 12,4 | 26,6  |      |       |       |       |      |       |       |      |

„JM“ steht für Jahresmittel
Erläuterungen
- Für Mai 2006 Fehlen die Daten für den 22., 26. und 27.
- Für August 2007 fehlen die Daten vom 28. bis 31.
- Für August 2008 fehlt der 27.
- Für September 2008 fehlen die Daten vom 29. und 30.
- Für Januar 2009 fehlen die Daten für den 30. und 31.
- Für Januar 2010 fehlen die Daten für den 20., 21. und 27.
- Für März 2010 fehlt das Datum für den 11.
- Für Dezember 2010 fehlen die Daten für den 30. und 31.
- Für November 2011 fehlt das Datum für den 30.
- Für Februar 2012 fehlt das Datum für den 29.
- Für Dezember 2012 fehlt das Datum für den 31.[8]